# Le Thuel
 Le Thuel  es una población y comuna francesa, en la región de Picardía, departamento de Aisne, en el distrito de Laon y cantón de Rozoy-sur-Serre.

## Demografía
| 191 | 175 | 135 | 164 | 154 | 149 |
| Para los censos de 1962 a 1999 la población legal corresponde a la población sin duplicidades (Fuente: INSEE [Consultar]) |     |     |     |     |     |